# Caravel
La Caravel è stata una casa discografica italiana, attiva dal 1963. Nel 1965 mutò il suo nome in Hobby

## Storia

Il fondatore della Caravel, Virgilio Braconi (il secondo da destra), con l'avvocato Pedrini, Gianni Ravera, e l'avvocato Graziani, direttore delle Terme di Castrocaro, nel 1962

La Caravel venne fondata dal maestro Virgilio Braconi, compositore, arrangiatore e selezionatore delle voci nuove per il Festival di Castrocaro.
Tra i cantanti e gruppi lanciati dall'etichetta i più noti sono l'Equipe 84 e i Freddie's, che rappresentarono la Caravel alla trasmissione televisiva Gran Premio, l'edizione del 1964 di Canzonissima.
Alla fine del decennio l'etichetta cessò le attività.

## Dischi
La datazione qui riportata si basa sull'etichetta del disco o sulla copertina; qualora nessuno di questi elementi abbia una datazione, è basata sulla numerazione del catalogo; talora è, infine, basata sul codice della matrice di stampa. Se esistenti, sono riportati, oltre all'anno, il mese e il giorno (quest'ultimo dato si trova, a volte, stampato sul vinile).

### 45 giri
Le emissioni con denominazione Caravel avevano il prefisso BRC, ovvero le consonanti del cognome del fondatore della casa discografica; con il cambio di nome il prefisso si trasformò in HB.
| Numero di catalogo | Anno             | Interprete                                            | Titoli                                                                               |
| ------------------ | ---------------- | ----------------------------------------------------- | ------------------------------------------------------------------------------------ |
| BRC 4001           | 1963             | Alex. Winter                                          | Hully Gully Bowling Ball/Bon Gré Mal Gré (Per amore o per forza)                     |
| BRC 4002           | 1963             | Vito Colangelo                                        | Sei la vita mia/Una storia di novembre                                               |
| BRC 4003           | Gennaio 1964     | I Freddie's                                           | I quattro ciucci/Se mi chiedessi                                                     |
| BRC 4004           | 1964             | Orchestra Caravel con i 4+4 di Nora Orlandi           | Dribbling Hully Gully/Why not Hully Gully?                                           |
| BRC 4005           | 1964             | I Freddie's                                           | Baby Don't Cry/Fò Fò Fò                                                              |
| BRC 4006           | 1964             | Equipe 84                                             | Canarino va/Liberi d'amare                                                           |
| BRC 4007           | 1964             | Lucky Collet e la sua chitarra, con Orchestra Caravel | Thousand Dreams (Mille sogni per un bacio)/The Great Day (Domani è un grande giorno) |
| BRC 4008           | 1964             | I Freddie's                                           | Sagittarius/Cosa t'ha fatto Boby                                                     |
| HB 31              | 1965             | I Freddie's                                           | Tanti auguri a te/Fò Fò Fò                                                           |
| HB 32              | 17 dicembre 1965 | Equipe 84 (sul lato A)/I Freddie's (sul lato B)       | Liberi d'amare/Non guardarmi così                                                    |